# Вільгельм Кімера
Вільгельм Кімера (нім. Wilhelm Cymera; 5 жовтня 1885, Ельберфельд, Німецька імперія — 9 травня 1917, Шамуй, Франція) — німецький льотчик-ас, виконувач обов'язків офіцера Імперської армії.

## Біографія
Учасник Першої світової війни, служив у званні фельдфебеля в 1-й бойовій ескадрі. 22 серпня 1916 року його літак Roland D.II був збитий британським асом Альбертом Боллом над Морепом. Кімера був змушений сісти біля Во о 19.45. Він залишився живим, а його спостерігач лейтенант Ганс Бекен загинув.
Наприкінці 1916 Кімера пройшов підготовку на льотчика-винищувача і отримав призначення в 1-шу винищувальну ескадрилью. 27 грудня 1916 року Кімера здійснював бойовий виліт і брав участь у бою, під час якого був збитий німецький ас Густав Лефферс. Його збив капітан Джон Квестед. Пізніше Кімера збив літак Квестеда FE, змусивши його здійснити посадку на британській стороні фронту. Спочатку цю перемогу було віднесено на рахунок барона Манфреда фон Ріхтгофена, який того ж дня збив літак противника, проте це сталося ввечері.
9 травня 1917 року загинув у бою над селом Шамуй. Похований на цвинтарі Монтагю I у департаменті Ена.